# Синиша Павић
Синиша Павић (Сињ, 22. јануар 1933 — Власотинце, 16. август 2024) био је српски и југословенски сценариста. Павић је аутор више комерцијално успешних ТВ серија као што су Отписани, Врућ ветар, Бољи живот, Срећни људи, Породично благо, Стижу долари, Бела лађа и Јунаци нашег доба.

## Биографија
Рођен је у Сињу 22. јануара 1933. године, у хрватској породици, која се када је он имао пет и по година доселила у Београд. Отац и деда су му се звали Анте. Деда је био мајстор за традиционалну градњу каменом у Далмацији, док је отац био морнар аустроугарске морнарице. Дипломирао је на Правном факултету у Београду 1956. године.
Филм Вишња на Ташмајдану сниман је по његовом истоименом роману. Други роман Врући ветар је написао 1980. године по коме је снимао истоимену телевизијску серију, која је емитована у Чешкој, Мађарској, Румунији, Бугарској и Аустрији, а у неким земљама је проглашена за најбољу телевизијску серију икада приказану.
Серијом Бољи живот, крајем 1980-их, почиње и ера Павићевих целовечерњих серија, са више десетина епизода, емитованих по неколико година, у чијем центру збивања је најчешће једна породица: Срећни људи, Породично благо, Стижу долари, Бела лађа и Јунаци нашег доба.
Радни век је провео као судија.
Написао је сценарио за неколико историјских ТВ драма и серија.
Добитник је Награде Доситеј Обрадовић за животно дело 2020. године.
Његова супруга и сарадница на сценаријима била је Љиљана Павић.
Преминуо је 16. августа 2024. године у Власотинцу.

## Филмски сценарији
| 1960-е     |                                      |
| 1968.      | Вишња на Ташмајдану                  |
| 1970-е     |                                      |
| 1971.      | Дипломци                             |
| 1972.      | Концерт за комшије                   |
| 1973—1975. | Позориште у кући                     |
| 1972—1974. | Образ уз образ                       |
| 1974—1975. | Отписани (ТВ серија)                 |
| 1974.      | Отписани (филм)                      |
| 1976.      | Човек који је бомбардовао Београд    |
| 1976.      | На путу издаје                       |
| 1976.      | Метак у леђа                         |
| 1976.      | Лепше од снова                       |
| 1978.      | Није него                            |
| 1978.      | Образ уз образ: Новогодишњи специјал |
| 1980-е     |                                      |
| 1980.      | Врућ ветар                           |
| 1980.      | Авантуре Боривоја Шурдиловића        |
| 1980.      | Само за двоје                        |
| 1981.      | Лаф у срцу                           |
| 1981.      | Почнимо живот из почетка             |
| 1982.      | Шпанац (ТВ серија)                   |
| 1982.      | Последњи чин                         |
| 1982.      | Тесна кожа                           |
| 1984.      | Мољац                                |
| 1984.      | Чудо невиђено                        |
| 1984.      | Бањица (ТВ серија)                   |
| 1984.      | Нема проблема                        |
| 1986.      | Одлазак ратника, повратак маршала    |
| 1986.      | Ловац против топа                    |
| 1986.      | Мисија мајора Атертона               |
| 1987—1991. | Бољи живот (ТВ серија)               |
| 1987.      | Бољи живот: Новогодишњи специјал     |
| 1988.      | Тесна кожа 3                         |
| 1988.      | Новогодишња прича                    |
| 1988.      | Север и југ                          |
| 1989.      | Полтрон                              |
| 1989.      | Рањеник                              |
| 1989.      | Бољи живот (филм)                    |
| 1990-е     |                                      |
| 1991.      | Тесна кожа 4                         |
| 1991.      | Образ уз образ: Новогодишњи специјал |
| 1992.      | Тесна кожа: Новогодишњи специјал     |
| 1993—1996. | Срећни људи                          |
| 1994.      | Новогодишња прича                    |
| 1996.      | Срећни људи: Новогодишњи специјал    |
| 1998—2002. | Породично благо                      |
| 2000-е     |                                      |
| 2000.      | Тајна породичног блага               |
| 2000.      | А сад адио                           |
| 2004.      | Te quiero, Радиша                             |
| 2005.      | Леле, бато                           |
| 2004—2006. | Стижу долари                         |
| 2007.      | Оно наше што некад бејаше            |
| 2006—2012. | Бела лађа                            |
| 2010-е     |                                      |
| 2019—2021. | Јунаци нашег доба                    |